# Città di Castello
Città di Castello [tʃitˈta di kaˈstɛllo] – miasto i gmina we Włoszech, w regionie Umbria, w prowincji Perugia.
Według danych na rok 2004 gminę zamieszkiwały 37 842 osoby, 97,8 os./km².
W czasach rzymskich zwane było Tifernum Tiberinum. W 550 roku miasto zostało zniszczone przez Ostrogotów.

## Urodzeni w Città di Castello
- Celestyn II - papież
- Monica Bellucci - aktorka
- Małgorzata z Città di Castello, święta, niepełnosprawna tercjarka dominikańska

## Zabytki i atrakcje turystyczne
- katedra SS. Florido e Amanzio zbudowana w XI wieku, rozbudowana w 1356 roku, a w latach 1466-1529 przebudowana w stylu renesansowym. Wewnątrz warto zwrócić uwagę na obraz Przemienienie Pańskie, pędzla Rossa Fiorentina z 1529 roku oraz intarsjowane stalli;
- Muzeum Katedralne, znajdujące się w budynku przylegającym do katedry, zawierające eksponaty ilustrujące historię katedry oraz tzw. skarb z Canoscio (V/VI wiek);
- pałac Vitelli, zaprojektowany w 1540 roku przez florenckiego architekta Giorgio Vasariego dla rodziny Vitelli rządzącej miastem w XVI wieku;
- kościół San Francesco zbudowany w 1273 roku w stylu gotyckim, następnie w 1707 przebudowany stylu barokowym;
- pinakoteka miejska z bogatym zbiorem umbryjskiego malarstwa